# إيل حصار
إيل حصار (بالفارسية: ایل حصار) هي قرية تقع في قسم بيزكي الريفي (مقاطعة تشناران) في إيران. يقدر عدد سكانها بـ 11 نسمة بحسب إحصاء 2016.